# 黄文英
黄 文英（こう ぶんえい、Huáng Wényīng、1839年 - 1864年）は、太平天国の指導者の一人。
広西省鬱林州博白県出身。10歳で父を、13歳で母を失い、いとこの黄文金に養われた。金田蜂起に参加し、黄文金軍の軍務に携わった。1863年に昭王に封ぜられたが、「爵位が乱発され、功績がない者が王に封ぜられるのは痛ましいことだ」として辞退しようとしたが、結局辞退の上奏は天王洪秀全には届かなかった。その後湖州を守っていたが、6月に天京が陥落して幼天王洪天貴福が脱出すると、黄文英は洪天貴福を湖州に迎え入れた。そして江西省を経て湖北省に逃れることが決定され、洪天貴福を擁しての逃亡が始まったが、その途中で黄文金は病死し、黄文英も江西省石城での戦いに敗れて捕らえられ、南昌で処刑された。